# Herrschaft Böbingen

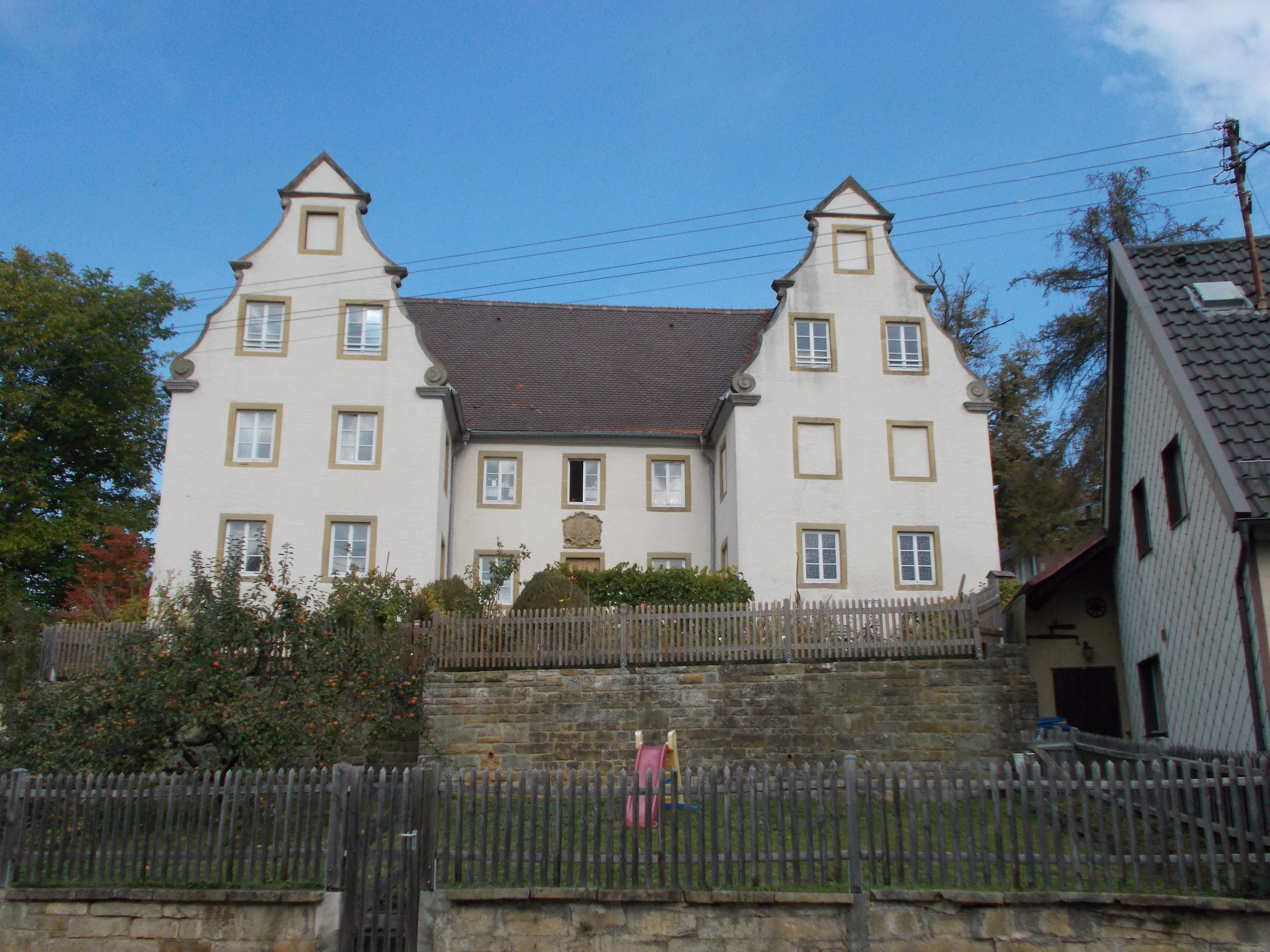
Schloss Böbingen

Die Herrschaft Böbingen mit Sitz auf Schloss Böbingen in Böbingen an der Rems, heute eine Gemeinde im Ostalbkreis in Baden-Württemberg, wurde 1715 von der Abtei Ellwangen erworben.  
Im Rahmen der Säkularisation im Jahr 1802/03 kam die Herrschaft Böbingen an Württemberg.